# Samy Merheg
 Samy Jr. Merheg Enciso (* 6. Dezember 2006 in Pereira) ist ein kolumbianisch-libanesischer Fußballspieler. Der Mittelstürmer steht bei Deportivo Pereira unter Vertrag und ist A-Nationalspieler des Libanons.

## Karriere

### Vereine
Merheg stammt aus der Jugend des kolumbianischen Erstligisten Deportivo Pereira und debütierte dort als 17-Jähriger in der Categoría Primera A. Am 18. Februar 2024 stand er in der Startelf des Ligaspiels gegen Independiente Santa Fe (1:0) und wurde in der 58. Minute für Andrés Ibargüen ausgewechselt.

### Nationalmannschaft
Im November bestritt Merheg zwei Testspiele für die libanesische U-16-Natgionalmannschaft gegen Malta und erzielte dabei einen Treffer. Eine weitere Partie absolvierte der Stürmer im Rahmen der Qualifikation zur Asienmeisterschaft im September 2024 für die U-20-Auswahl gegen die Vereinigten Arabischen Emirate (2:3). Am 14. November 2024 debütierte Merheg dann auch für die libanesische A-Nationalmannschaft in einem Testspiel gegen Thailand. Beim 0:0-Unentschieden wurde der Mittelstürmer in der 82. Minute für Malek Fakhro eingewechselt. In seinem zweiten Einsatz fünf Tage später in Myanmar erzielte er beim 3:2-Auswärtssieg den zwei Treffer für sein Team. Beim 5:0-Sieg in der Asienmeisterschaft-Qualifikation gegen Brunei absolvierte Merheg im März 2025 dann auch sein erstes Pflichtspiel und schoss dabei ein Tor.